# As Dusk Falls
As Dusk Falls là một trò chơi phiêu lưu cốt truyện được phát triển bởi Interior Night và được Xbox Game Studios công bố vào năm 2022. Tựa game được phát hành trên Windows, Xbox và Xbox X/S vào ngày 19 tháng 7 năm 2022. Nó cũng đã được phát hành cùng ngày trên Xbox Game Pass.

## Gameplay
Gameplay của As Dusk Falls xoay quanh quá trình trường thuật câu chuyện hai thế hệ của hai gia đình khác nhau khi gặp phải vụ bắt cóc con tin ở Sa mạc Arizona, miền nam nước Mỹ vào năm 1998. Trong quá trình chơi, người chơi có thể tương tác đưa ra lựa chọn của bản thân. Ngoài ra, game có chế độ nhiều người chơi cho phép tạo đồng thuận trong những diễn biến quan trọng.